# رسول
```
. 
رَسول
 در لغت به معنی 
«فرستاده»
 می‌باشد و جمع آن «
رُسُل
» است و این واژه در زبان فارسی نیز در دوران بعد از اسلام مصطلح گردیده است. در آیین 
اسلام
، رسول به معنای فرد دارای پیام مهم است یا به معنای واسطه در انجام کار است و به فرستاده یا پیغمبری گفته می‌شود که موظف به مأموریت و رسالتی از جانب خداست.
```

رسول اخص از نبی (پیک الهی) است و رسول پیک ویژه است که ملک وحی بر او نازل می‌شود و او ملک را می‌بیند و با او سخن می‌گوید و مأمور به ابلاغ است. طبق حدیثی ۳۱۳ نفر از انبیای الهی رسول بودند.

## رسول در قرآن
آیات قرآن حداقل دوازده نفر را (نوح، هود، صالح، ابراهیم، لوط، اسماعیل، شعیب، موسی، الیاس، یونس، عیسی و محمد) رسول خوانده است. لیکن، جدای این دوازده نفر، قرآن از نزول وحی بر انبیاء و افراد بسیار دیگری و همچنین فرشتگان نیز سخن می‌راند.
قرآن از پنج تن به نامهای نوح، ابراهیم ، موسی، عیسی و محمد با عنوان رسولانی یاد می‌کند که رسالت آن‌ها اصل شریعت و کتاب است و آن‌ها را اولوالعزم می‌داند.

## رسول خدا
ترکیبی عربی-فارسی است از «رسول» عربی و «خدا» فارسی؛ و در ترجمه عبارت عربی «رسول‌الله» (فرستاده خدا) آمده‌است.
این ترکیب عربی-فارسی احتمالاً پس از حمله اعراب به ایران ایجاد و در زبان فارسی مصطلح گردیده است.
نزد مسلمانان فارسی زبان، «رسول خدا» به‌طور خاص به محمد پسر عبدالله گفته می‌شود زیرا در اعتقاد مسلمانان و بر اساس قرآن، محمد فرستاده و پیامبر خداوند است
معنای اصلی رسول نوری است که از طرف خدا جهت آگاهی دادن به مردم آمده‌است.